# 1795 en France
Chronologie de la France
- 1791
- 1792
- 1793
- 1794
- 1795
- 1796
- 1797
- 1798
- 1799

Cette page concerne l'année 1795 du calendrier grégorien.

## Événements
An III et an IV du calendrier républicain.
- Hausse des prix. Inflation. L’assignat s’échange contre du métal à 8 % de la valeur inscrite sur le billet en mars. Au printemps, la crise de subsistance fait craindre une journée populaire à Paris. La récolte médiocre enchérit encore le pain à l’automne. Les thermidoriens prennent des mesures : la vente publique sur le marché est rendue obligatoire (22 juillet). Les districts reçoivent l’autorisation de réquisitionner (18 août)[1].

### Janvier
- 8 janvier : passage du Waal[2]. Aux Pays-Bas, les Français traversent les rivières gelées (la Meuse le 27 décembre 1795, le Waal et le Lek le 15 janvier)[3].
- 10 janvier : institution de la fête du 21 janvier, anniversaire de la mort de Louis XVI[4].
- 17 janvier : les troupes françaises prennent Utrecht et Arnhem[2].
- 19 janvier (30 nivôse) : Le ténor et compositeur Pierre Gaveaux interprète pour la première fois devant les membres de la section Guillaume Tell Le réveil du peuple chant qui devient l'hymne de la Jeunesse dorée muscadine[4].
- 20 janvier : Pichegru entre à Amsterdam[2].
- 21 janvier : la cavalerie française s’empare de la flotte néerlandaise prise par les glaces du Helder[2].
- 21-31 janvier : occupation de Rotterdam (21 janvier), de La Haye (23 janvier), de Berg-op-Zoom et de Zwoll (30,31 janvier)[5].

### Février
- 3 février : prise de Roses par Pérignon après soixante-dix jours de siège[5].
- 8 février : la Convention décrète que les honneurs du Panthéon ne seront plus décernés à aucun citoyen que dix ans après sa mort[4] ; ce décret ayant effet rétroactif, le 26 février, les restes de Marat, Lepelletier et Chalier sont extraits du Panthéon
- 9 février : traité de paix entre la France et la Toscane[5].

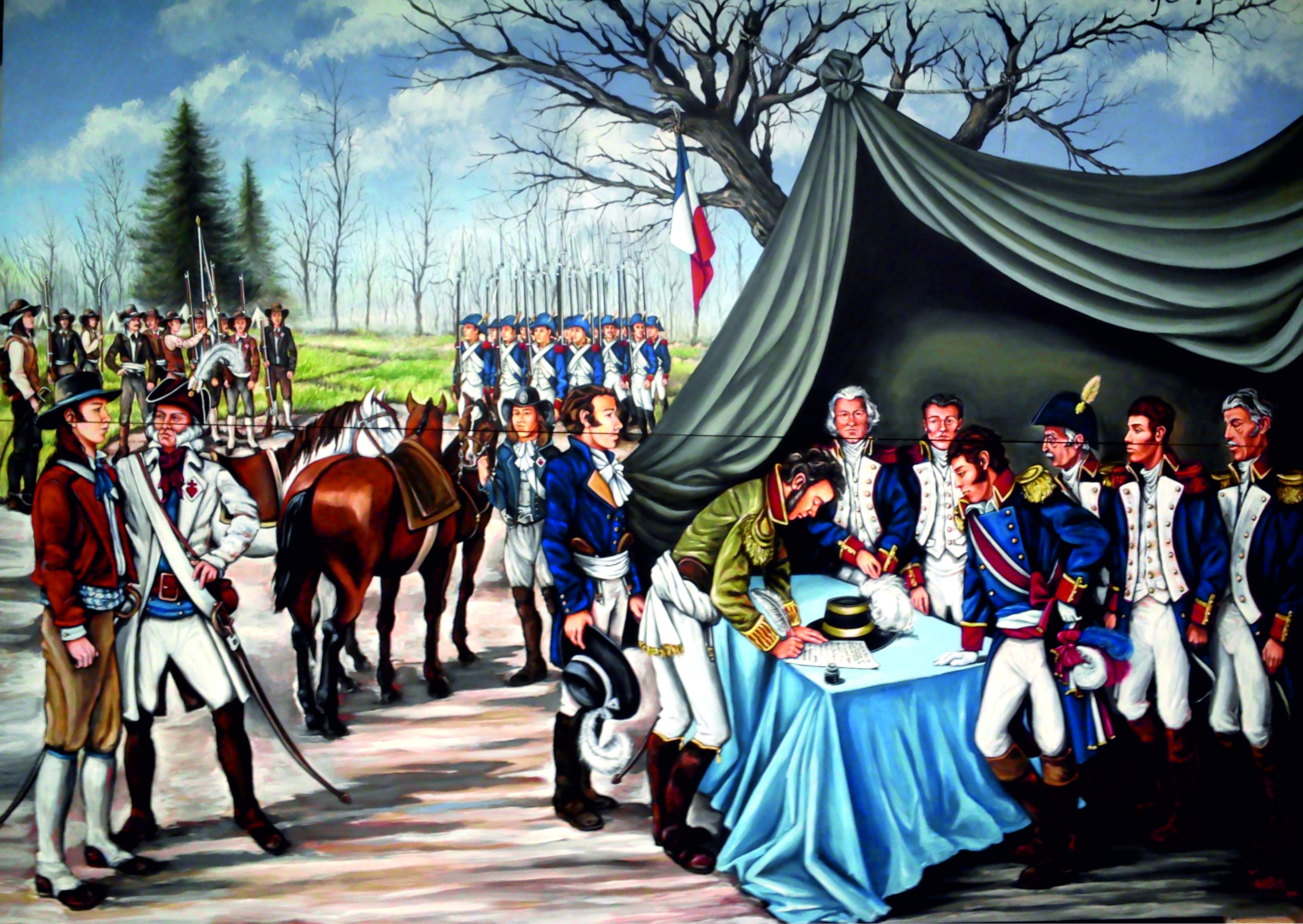
Fresque commémorative du Traité de la Jaunaye réalisée par l'artiste Diana Taubin

- 17 février (29 Pluviôse an III) : accord de La Jaunaye entre Ruelle et Charette suspendant la guerre de Vendée. Liberté religieuse[6].
- 21 février (3 Ventôse an III) : 
  - rétablissement de la liberté de culte sur le rapport de Boissy d'Anglas. Remise en activité des églises non encore aliénées comme biens nationaux[4].
  - décret qui divise la ville de Paris en douze arrondissements ou municipalités[5]. Cette mesure, en rompant l'unité de la Commune, porte un coup fatal aux factions qui avaient dominé la Convention et la capitale.
- 25 février (7 Ventôse an III) : création des Écoles centrales pour remplacer les anciens collèges religieux et les facultés des arts des universités[7].
- 26 février : entrée de Charette à Nantes avec les républicains du général Canclaux[5].

### Mars
- 2 mars : un décret met en état d’accusation et d’arrestation les conventionnels Barère, Billaud-Varennes, Collot d'Herbois et Vadier[5]. Leur cas est examiné par la Convention le 22 mars. Le procès s’éternise.
- 8 mars : décret de réintégration de 22 Girondins survivants proscrits[4].

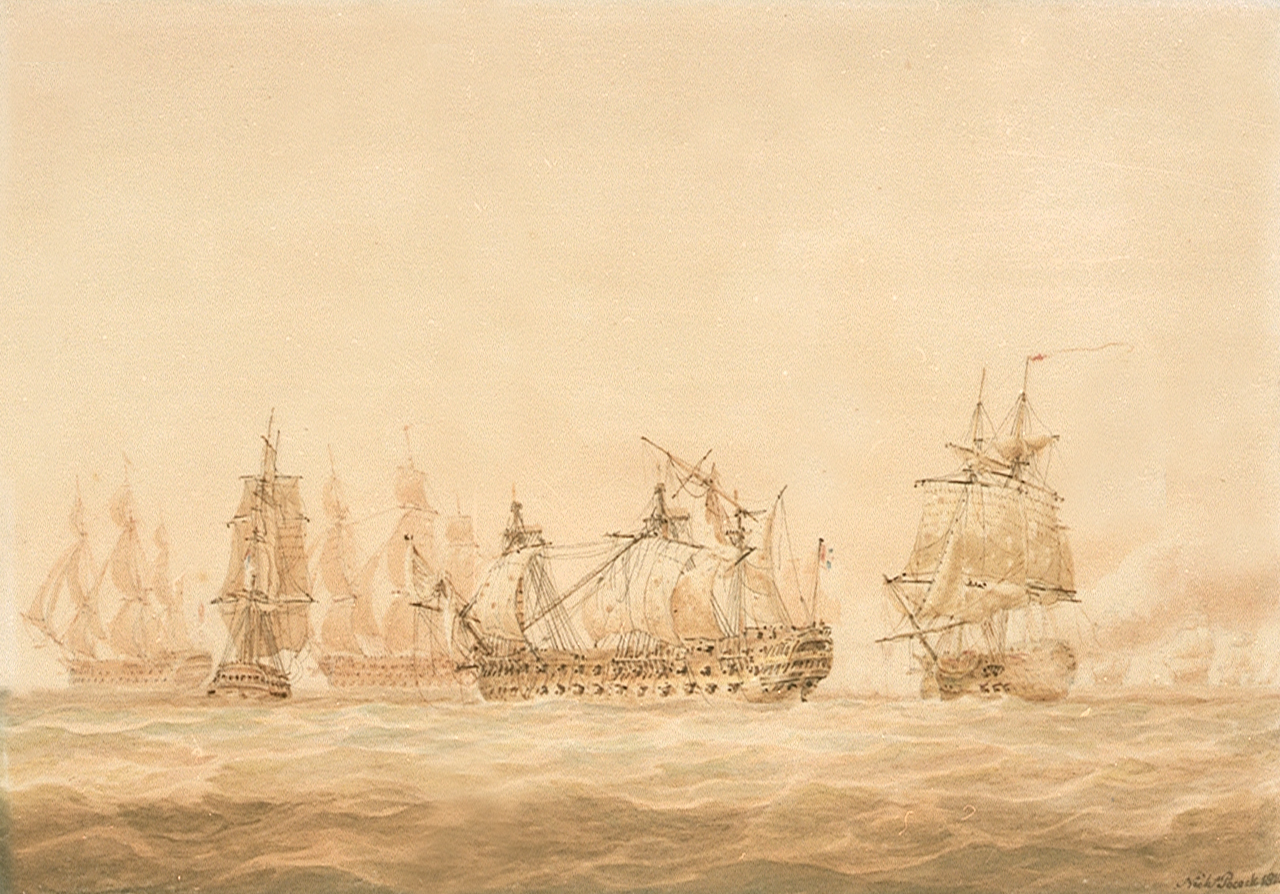
13 mars : capture du Ça Ira par l'.

- 13-14 mars : bataille navale indécise au large de Savone entre la flotte française du contre-amiral Martin, qui tentait de gagner la Corse, et la flotte britannique[8].
- 15 mars : publication d'une lettre encyclique excluant les prêtres mariés[9].
- 17 mars : émeute de la faim à Paris[4].
- 18 mars : l'armée du chef vendéen Stofflet bat les troupes de Canclaux à la bataille de Chalonnes[10].
- 21 mars : le 1er germinal, sur le rapport de Sieyès, la Convention adopte une loi de police destinée à permettre la réquisition de la garde nationale ou de l'armée pour protéger l'assemblée contre les « séditieux »[1].
- 22 mars : Stofflet est battu à la bataille de Saint-Florent-le-Vieil. Après une nouvelle défaite le 2 avril à Chemillé, il accepte de négocier avec les Républicains[10].
- 28 mars-6 mai : procès des vingt-quatre anciens membres du Tribunal révolutionnaire dont Fouquier-Tinville[4].

### Avril
- 1er avril :

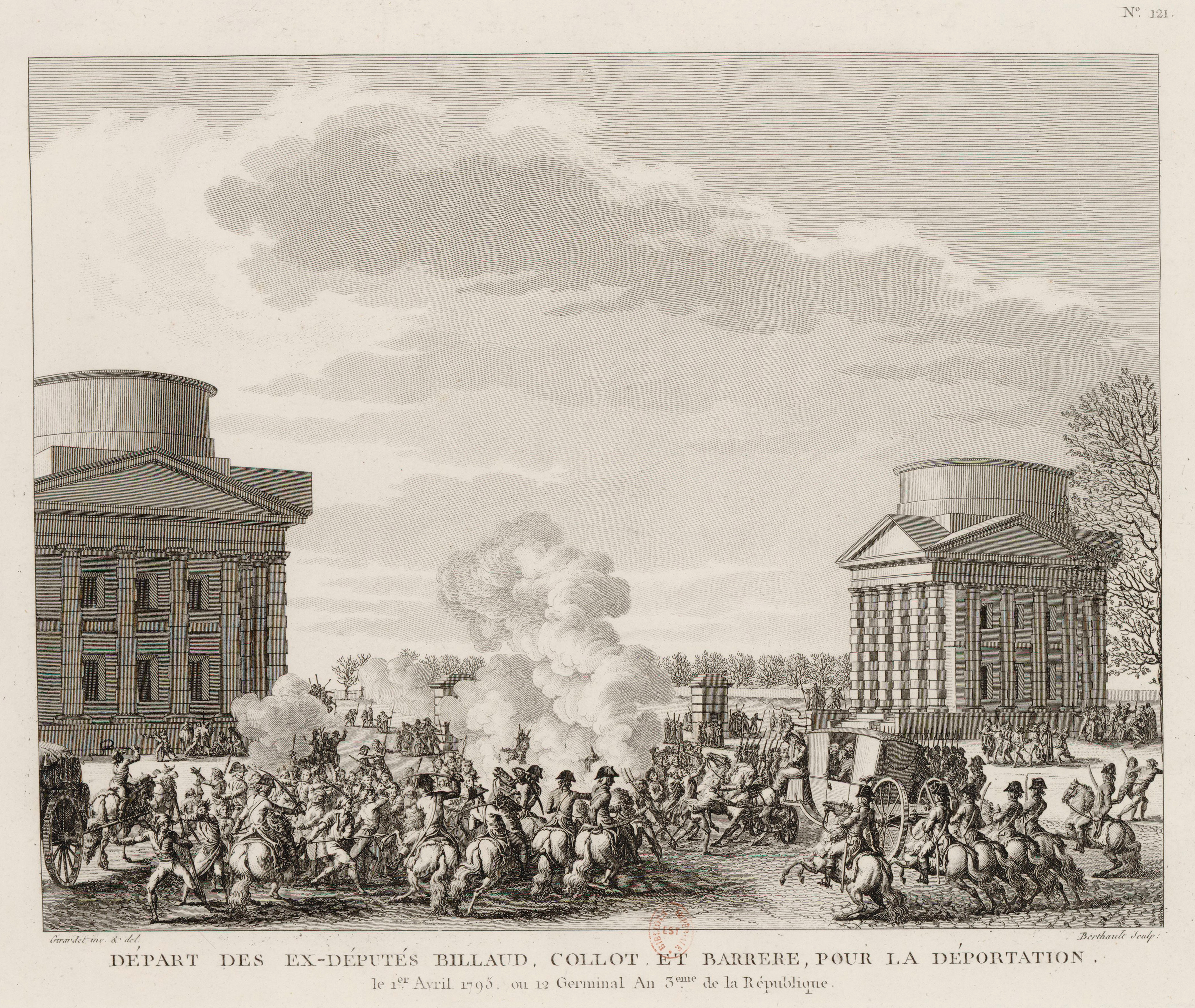
Départ des anciens députés Barère, Billaud-Varenne et Collot d'Herbois pour la déportation, le 13 germinal an III (2 avril 1795).

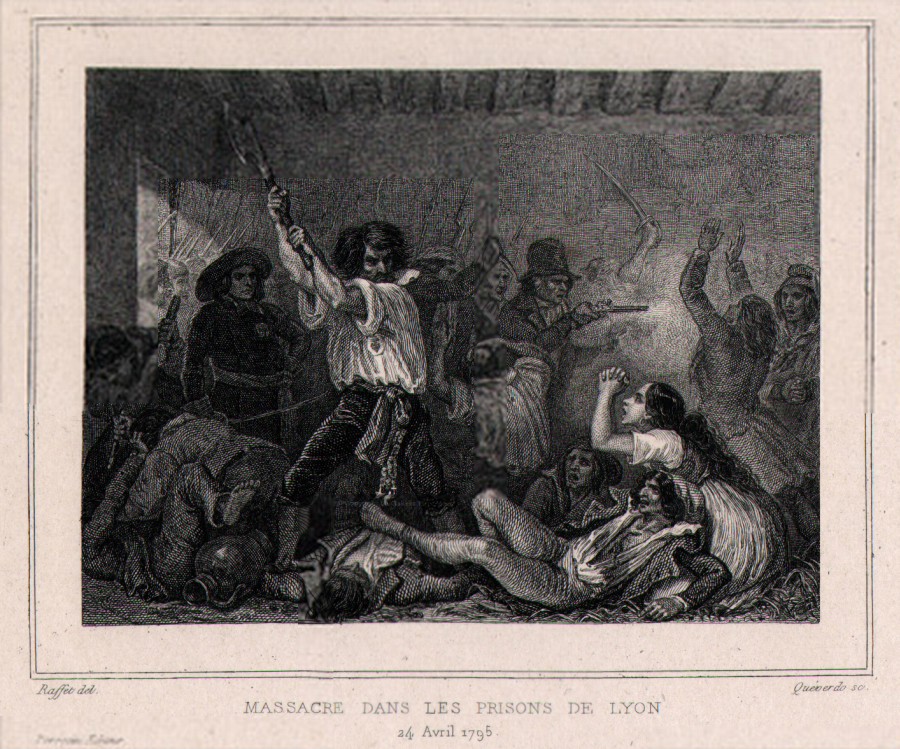
Massacre dans les prisons de Lyon, 24 avril 1795.

  - journées des 12 et 13 germinal an III de protestations sans violence du peuple parisien contre la cherté des denrées[11]. Les sections de l'Est de Paris envahissent la Convention aux cris de « Du pain et la Constitution de 1793 ». La majorité de la convention profite du départ des sans-culottes pour faire passer les décrets d'arrestation et de déportation contre l'ancien personnel terroriste et pour décréter l'état de siège à Paris. Pichegru est nommé au commandement des troupes de Paris sous le contrôle de deux députés, Merlin de Douai et Barras pour réprimer violemment l’insurrection[1].
  - déportation des « quatre » (Collot d'Herbois, Billaud-Varenne, Barère, Vadier) en Guyane ; huit députés « crêtois » (extrême gauche) sont arrêtés[4].
  - première terreur blanche (avril-mai)[4].
- 3 avril : la Convention choisit les membres d'une commission chargée d'appliquer la Constitution de 1793. Le rapport conclut que la constitution est inapplicable et qu'il faut en rédiger une nouvelle[4].
- 5 avril :
  - traité de Bâle, paix avec la Prusse, qui reconnaît l'occupation par la France de la rive gauche du Rhin[5]. Les deux pays s’engagent à observer une stricte neutralité.
  - décret d'arrestation des députés de la Montagne Choudieu, Duhem, Chasles, etc. comme auteurs de l'insurrection du 12 germinal et chefs du parti anarchique[4].
- 7 avril : décrets du 18 germinal  établissant l'uniformité des poids, mesures et monnaies suivant le système décimal[5]. La Convention adopte le système métrique, désigné par les sigles MKpS, pour (dans cet ordre) mètre, kilogramme-poids, seconde (aboli en 1812). Le système monétaire séculaire fondé sur la livre (livre-sou-denier) est aboli au profit du système monétaire décimal basé sur le franc (franc-centime).
- 10 avril : la Convention décrète le désarmement des « hommes connus dans leurs sections comme ayant participé aux horreurs commises sous la tyrannie qui a précédé le 8 thermidor  »[4].
- 12 avril : Merlin de Douai lit au nom du comité de salut public, à la Convention, une Déclaration des principes essentiels de l'ordre social et de la République[4].

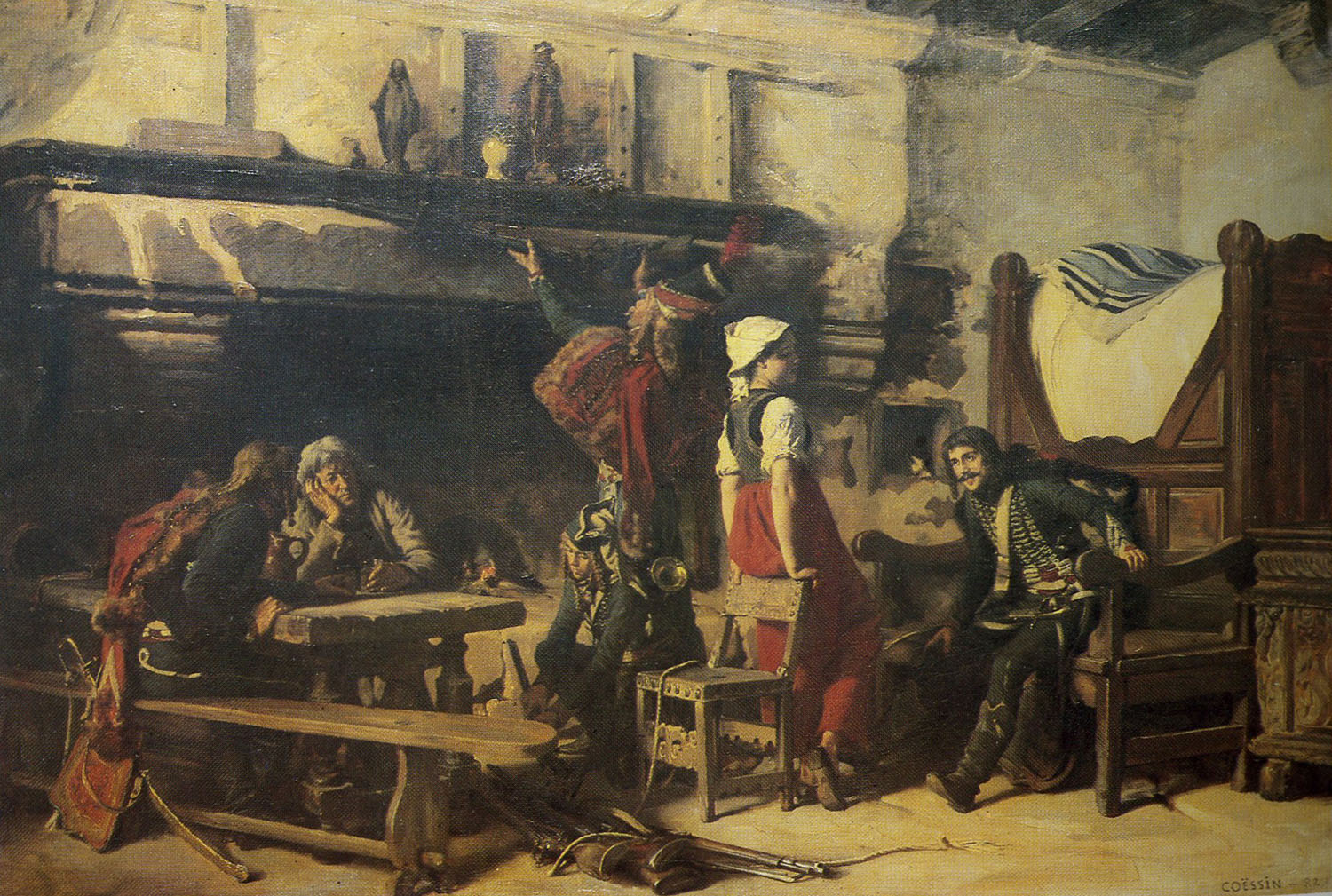
Scène de pacification de la Vendée au printemps 1795.

- 20 avril : traité de la Mabilais signée avec vingt et un chefs chouans[1].
- 24 avril et 4 mai : massacre des « mathevons », les jacobins lyonnais emprisonnés ; plus de 100 morts. Massacres de prisonniers à Aix-en-Provence (11 mai), Toulon (23 mai), Marseille (7 juin)[12].

### Mai
- 1er mai :
  - création de la Société de philosophie chrétienne par l'abbé Grégoire. Premier numéro des Annales de la religion[13].
  - décret du 21 germinal qui organise le désarmement des terroristes[4].
- 2 mai : traité de Saint-Florent-le-Vieil avec Stofflet[5]. Restitution des biens des rebelles saisis, dispense de service militaire, liberté de culte.
- 5 mai : décret ordonnant la restitution à leurs familles des biens des condamnés pour toute autre cause que l'émigration[5].
- 6 mai : le 17 floréal, une commission de modérés est chargée de la rédaction d'une Constitution (Daunou, Boissy d'Anglas)[5].
- 7 mai : exécution de Fouquier-Tinville et de quinze jurés de l'ancien tribunal révolutionnaire[14]. terreur blanche en mai et juin (Floréal-Prairial an III))[15]
- 12 mai : prise du col de Monte[5].
- 16 mai : traité de la Haye avec la République batave[5].

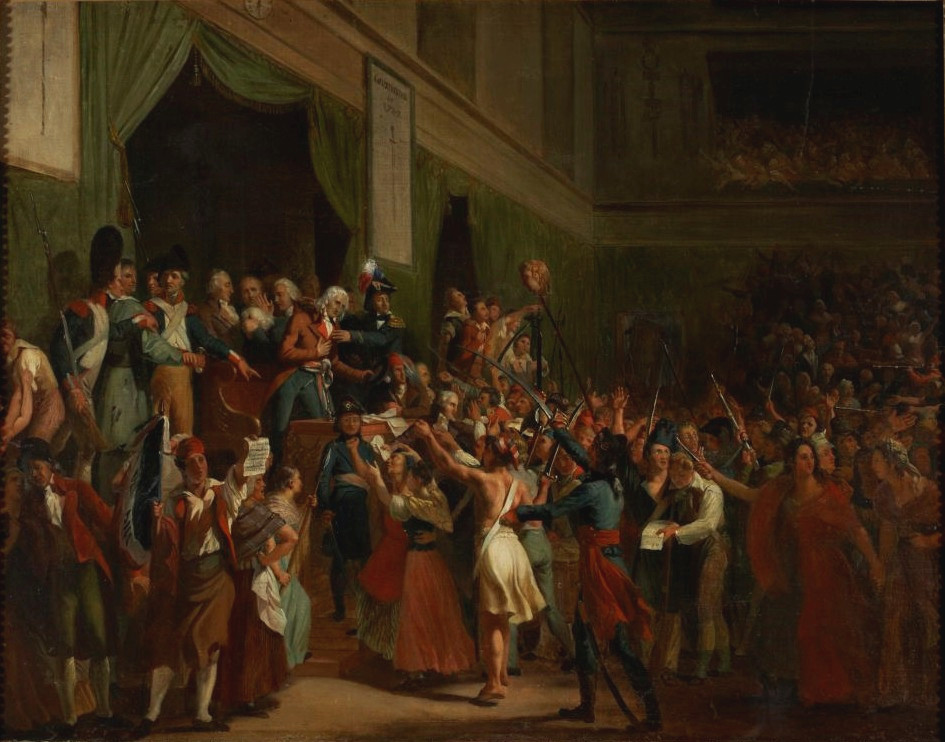
Boissy d'Anglas saluant la tête du député Féraud le 20 mai, (musée de la Révolution française)

- 20, 21 et 22 mai : journées des 1, 2 et 3 Prairial an III[11] ; la foule en arme envahit la Convention en tirant pour forcer les barrages. Le député Féraud est tué et sa tête portée sur une pique. La Convention est forcée d'adopter une série de mesures : libération des personnes arrêtées depuis le 9 thermidor, rétablissement des visites domiciliaires contre les accapareurs, permanence des sections, renouvellement des Comités. À minuit, un court combat oppose les sectionnaires de l'Est aux gardes nationaux de l'Ouest. Les députés de la majorité reprennent les débats. Les six députés qui se sont déclarés partisans de l'insurrection sont arrêtés (ils sont condamnés à mort le 16 juin) ; Duquesnoy, Goujon et Romme se suicident, Duroy, Bourbotte et Soubrany se blessent et sont guillotinés le 29 prairial et on propose de désarmer les sectionnaires, ce qui se fait dans le calme le 4 prairial. Une répression anti-jacobine suit l'échec de prairial : arrestation, exécution de députés, poursuite contre les membres du gouvernement révolutionnaire, épuration de la garde nationale.
- 23 mai : création d'une commission militaire pour juger les insurgés[4].
- 26 mai : échec des Français du général Schérer à Calabuix, dans les Pyrénées-Orientales[5].
- 30 mai : loi du 11 prairial ; restitution des églises aux populations qui en feraient la demande et partage des édifices entre le culte décadaire, le culte constitutionnel et le culte réfractaire[5] (mesures de détente).
- 31 mai :  suppression du Tribunal révolutionnaire[5]. Annulation des condamnations pour fédéralisme[16].

### Juin

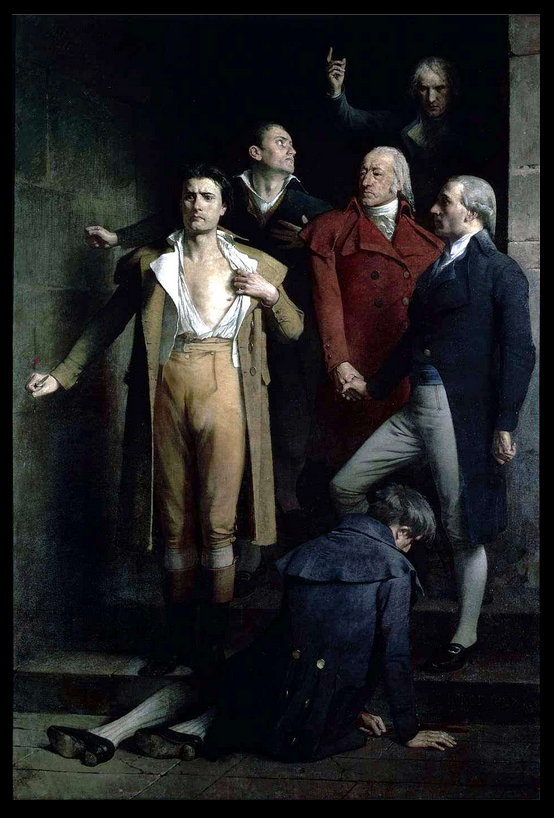
Charles Ronot - Les derniers montagnards, ou Les martyrs de prairial, 17 juin 1795, (musée de la Révolution française)

- 6 juin : restitution des biens des condamnés à mort non vendus[4].
- 7 juin : prise de Luxembourg par les français[5].
- 8 juin : mort du jeune Louis XVII au Temple[5]. Le comte de Provence prend le nom de Louis XVIII et publie un manifeste à Vérone (punition des régicides, rétablissement des ordres et de la monarchie). Une partie de l'opinion royaliste modérée se détourne de lui.
- 10 juin : radiation des listes des individus ayant émigré après le 31 mai 1793[4].
- 13 juin : le futur Maréchal d'Empire Berthier est nommé général de division[17].
- 17 juin : suicide de six députés crêtois condamnés à mort, les « martyrs de Prairial » (Duquesnoy, Goujon, Romme, Bourbotte, du Roy et Soubrany)[4].
- 18 juin : le décret du 30 prairial an III prononce la peine de mort contre tous les chouans, non-seulement chefs, commandants et capitaines, embaucheurs et instigateurs des rassemblements, mais contre tous les hommes armés pris dans les rassemblements[4].
- 19 juin : rapport de la commission parlementaire chargée d'instruire l'affaire Le Bon[4]. Condamné à mort le 11 octobre pour abus de pouvoir pendant sa mission, il est exécuté à Amiens le 16 octobre.
- 23 - 27 juin : la bataille de Groix permet le débarquement des émigrés à Quiberon[10].
- 24 juin : 
  - La Harpe bat les Autrichiens à Vado, Masséna à Melogno[5].
  - Charette reprend les armes en Vendée en apprenant la mort de Louis XVII[5].
- 25 juin : prise du camp des Essarts par les Vendéens conduits par Louis Pageot[18].
- 28 juin : le chef vendéen Guérin surprend à Beaulieu-sous-la-Roche quatre cents Républicains escortant un convoi de dix mille rations de pain ; les trois quarts des Républicains sont faits prisonniers[19].

### Juillet

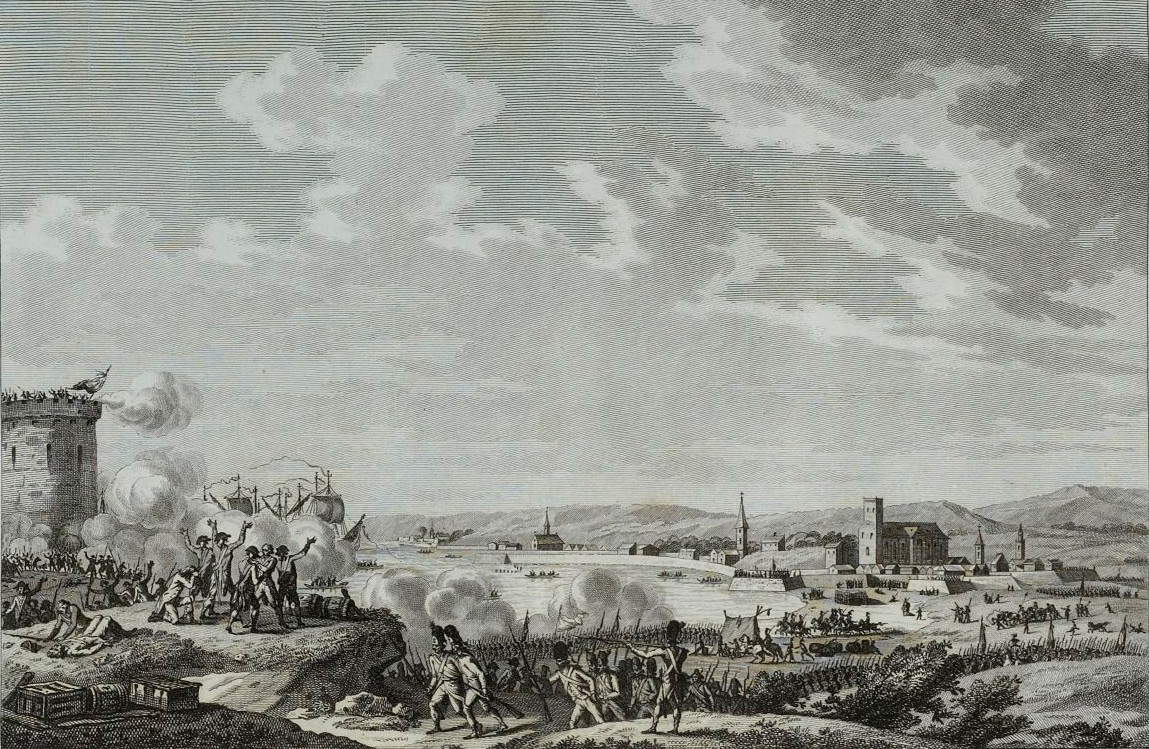
Victoire des français lors de l'expédition de Quiberon le 21 juillet, (musée de la Révolution française).

- 5 juillet : combats de San-Bernardo, de Viosena et du col de Termes[5].
- 14 juillet : la Marseillaise est déclarée chant national[20].
- 17 juillet : l’armée du général Moncey s’empare de Vittoria (17 juillet) et de Bilbao (19 juillet)[5].
- 20 juillet et 5 août (2 et 18 thermidor an III): Sieyès prononce deux discours dans lesquels il propose l’instauration d’une « jurie constitutionnaire » ayant un rôle de gardien de la Constitution[21].
- 21 juillet : échec de la tentative de débarquement des émigrés (royaliste) et des Britanniques à Quiberon[12].
- 22 juillet : traité de Bâle avec l’Espagne[5] ; la France restitue les territoires occupés contre la cession de la moitié de Saint-Domingue. L’Espagne se tourne contre la Grande-Bretagne. Elle perd Minorque et Trinitad.

### Août
- 9 août :

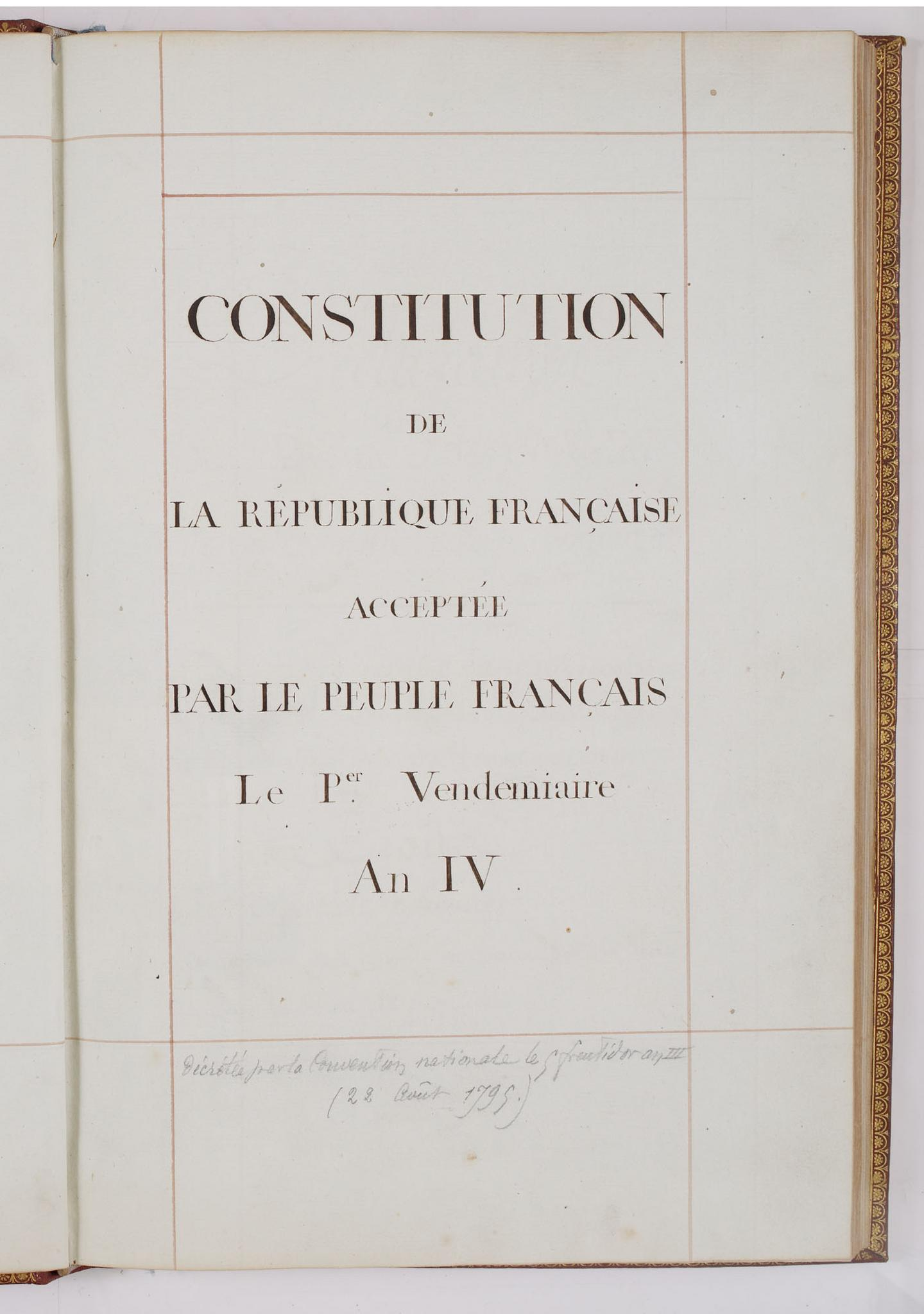
Minute originale de la Constitution de l'an III, décrétée le 5 fructidor an III (22 août 1795). Page de titre - Archives Nationales.

  - massacre de Belleville. Exécution de trois cents prisonniers républicains par les Vendéens, sur ordre de Charette, en représailles des fusillades de prisonniers émigrés et chouans pris à Quiberon[22].
  - décrets qui ordonnent l'arrestation des représentants en mission Bô, Dupin, Piory, Chaudron-Rousseau, Laplanche, Massieux, Fouché de Nantes[23].
- 10 août : après la célébration de l'anniversaire du 10 août, le député Gamon propose d'établir une fête consacrée à la Réconciliation[24].
- 10-13 août : Charette reçoit des Britanniques 40 000 livres de poudre grâce à un débarquement organisé près de Saint-Jean-de-Monts[25].
- 22 août (5 Fructidor an III) : la Constitution de l'an III est approuvée par plébiscite[10]. Elle renonce à la législation sociale de la Convention et à l'idéal égalitaire des montagnards. Le droit de propriété et le libéralisme économique sont sacralisés[26]. En préambule, la Déclaration des droits et des devoirs de l'homme et du citoyen de 1795 supprime la mention déclarant tous les hommes « égaux par nature et devant la loi ». Le suffrage censitaire est instauré, et il faut pour être électeur être propriétaire d'un bien évalué entre 100 ou 200 journées de travail selon les lieux. Le corps électoral est réduit à 30 000 personnes[27].
- 23 août : décret qui dissout les assemblées connues sous le nom de Club, ou de Société populaire[5].
- 23 et 31 août : décret des deux tiers[10].
- 28 aout : paix signée à Bâle avec le prince de Hesse-Cassel[28].
- 30 aout-1er septembre : échecs des Piémontais devant Clavières dans les Alpes[5].

### Septembre
- 1er septembre (15 fructidor an III) : l'École centrale des travaux publics est renommée « École polytechnique »[29].
- 6 septembre : 
  - décret qui ordonne le bannissement à perpétuité des prêtres déportés et rentrés sur le territoire français, et prononce des peines contre tout ministre des cultes qui ne se conformerait pas aux lois[5].
  - Jourdan passe le Rhin et prend Düsseldorf[5].
- 16 septembre : 
  - prise du cap de Bonne-Espérance par les Britanniques. Les Français (Victor Hugues) reprennent aux Antilles la Guadeloupe et la Grenade[5].
- 19 septembre : échecs des Piémontais aux combats de Campo di Pietri et du Petit-Gibraltar[5].
- 23 septembre : décret portant proclamation de l'acceptation, par le peuple français, de la Constitution qui lui a été présentée par la Convention nationale[5].
- 25 septembre- 14 octobre : échecs des Piémontais aux combats du col de la Croix et de la Novalaise[5].
- 25 septembre : échec des Vendéens devant le camp de Saint-Cyr-en-Talmondais ; Guérin est tué[30].

### Octobre
- 1er octobre : la France annexe les Pays-Bas autrichiens[5]. le Luxembourg devient le département des Forêts français jusqu'en 1814 (→ Départements réunis).
- 2 octobre :
  - décret du 10 vendémiaire an IV sur la police intérieure des communes ; il rétablit le passeport intérieur, nécessaire pour voyager hors du canton[31].
  - débarquement du comte d'Artois sur l'île d'Yeu[5].
- 3-4 octobre : le général Boussard est tué deuxième bataille de Mortagne[32]
- 4 octobre : la Convention, avertie des préparatifs des royalistes, rapporte ses décrets sur la mise en surveillance et le désarmement des « terroristes »[5].
- 5 octobre (13 Vendémiaire an IV) : insurrection royaliste contre la Convention, écrasée par Napoléon Bonaparte, à l'église Saint-Roch[10].
- 12-21 octobre (20 au 29 vendémiaire an IV) : élections législatives[33].
- 18 octobre : Mannheim est reprise par les troupes du général autrichien Wurmser[34].
- 25 octobre : 
  - loi Daunou sur l'enseignement des écoles primaires et des écoles centrales. Création de l'Institut de France[5].
  - publication du code des délits et des peines[35].

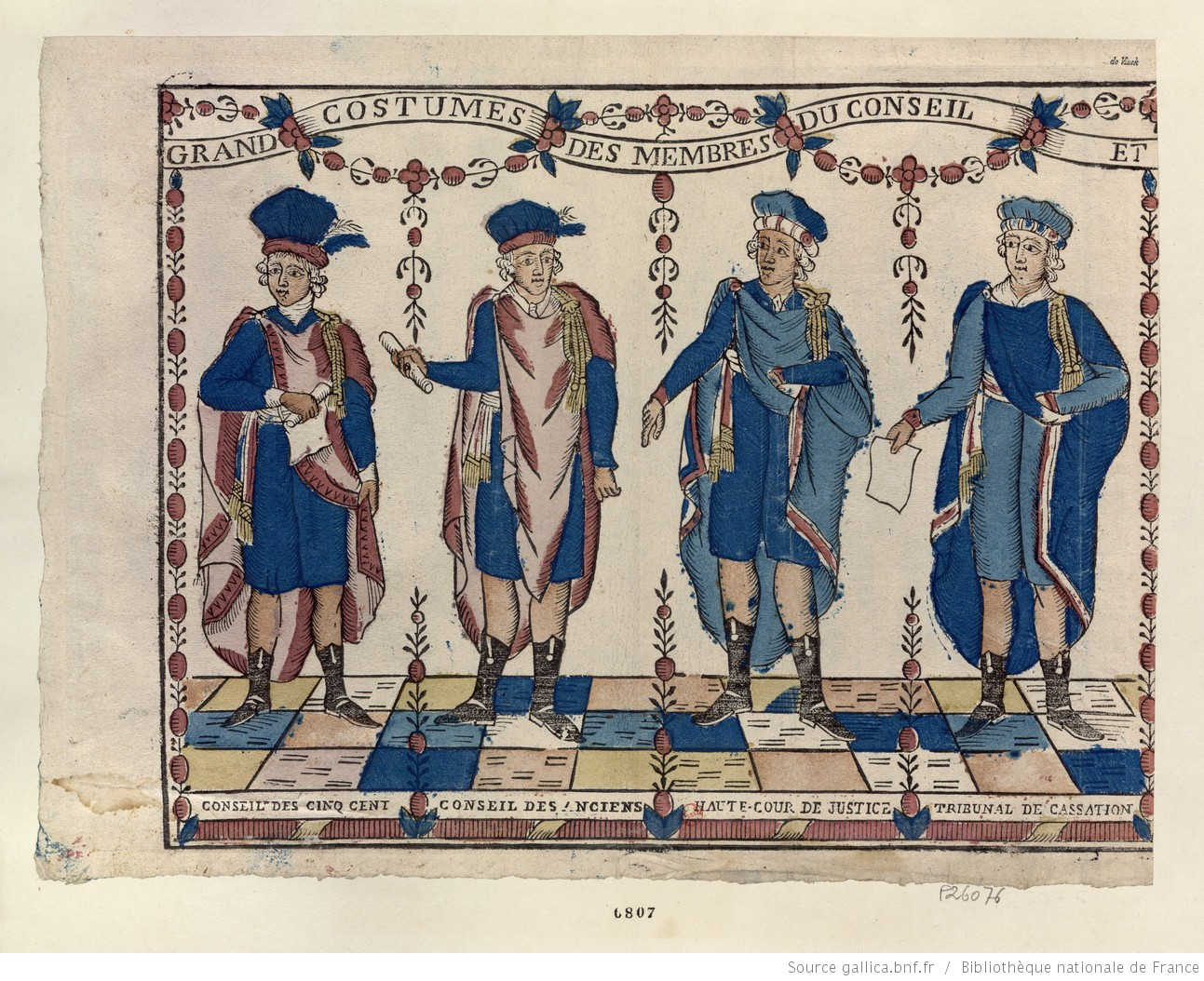
Grand costumes des membres du conseil des Cinq Cent, Conseil des Anciens, Haute Cour de justice, tribunal de cassation.

- 26 octobre : séparation de la Convention, début du Directoire (fin le 9 novembre 1799)[10].
- 28 octobre : première séance du conseil des Cinq-Cents et du conseil des Anciens[5]. Daunou devient président du conseil des Cinq-Cents. La Révellière-Lépeaux, président du Conseil des Anciens.
- 29 octobre : Clerfayt débloque Mayence[36].

### Novembre

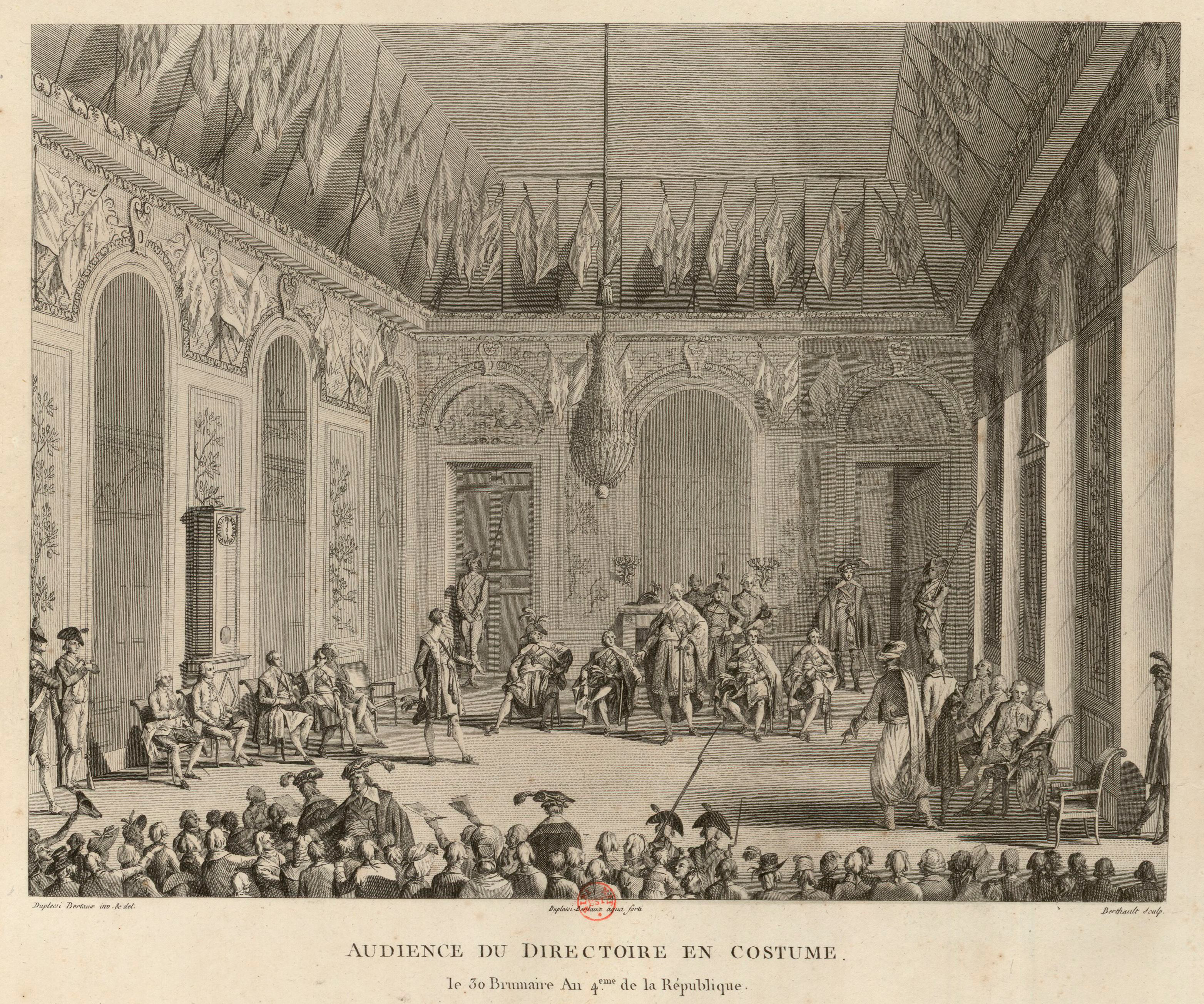
Première audience du Directoire en costume, le 21 novembre 1795 (30 brumaire au IV).

- 1er novembre : élection du directoire exécutif : La Révellière-Lépeaux, Le Tourneur, Rewbell, Barras, Carnot[5].
- 5 novembre : le ministère est divisé en six départements ; relations extérieures, justice, guerre, trésorerie, marine, intérieur[5].
- 14 novembre : trois bateaux d'émigrés s'échouent devant Calais ; invoquant leur statut de naufragés, les rescapés échappent à la mort[37].
- 18 novembre : le comte d'Artois quitte l'île d'Yeu pour regagner l'Angleterre[38].
- 23-24 novembre : victoire de Schérer à la bataille de Loano sur les Austro-Sardes[5].
- 25 novembre : Sapinaud attaque les troupes républicaines aux Landes-Génusson, en Vendée, mais est repoussé[39].
- 27 et 28 novembre : les Vendéens sont battus dans les Landes de Béjarry et à Saint-Denis-la-Chevasse[40]

### Décembre
- 4 décembre : attaque victorieuse de Charette contre un détachement républicain du camp de L'Oie. Le lendemain, les Vendéens perdent leur butin au bois du Détroit[41].
- 24 décembre : les Vendéens attaquent un convoi républicain à Montorgueil[40].
- 26 décembre : Marie-Thérèse de France, fille de Louis XVI, est échangée à Richen (près de Bâle) contre les conventionnels Camus, Lamarque, Quinette, Bancal, le général Beurnonville, Drouet, Maret  et Sémonville[42].
- 31 décembre : armistice sur le Rhin entre les armées françaises et autrichiennes[5].